# Національний банк Молдови
Національний банк Молдови (рум. Banca Nationala a Moldovei) — центральний банк Молдови. Заснований 1991 року.
У компетенцію банку входить:
- укладання договорів і випуск зобов'язань;
- придбання й розпорядження рухомим і нерухомим майном з метою здійснення своїх функцій;
- звертання з позовом у суд і участь у процесі як суб'єкт.

## Завдання
- підтримка стабільності цін.
- Без шкоди для свого основного завдання Національний банк розвиває й підтримує фінансову систему, засновану на ринкових принципах, і сприяє загальній економічній політиці держави.

## Функції
- визначає й здійснює грошову й валютну політику держави;
- діє як банкір держави і його фіскальний агент;
- проводить економічний і грошовий аналіз і на його основі вносить Уряду свої пропозиції, доводить результати аналізу до відомості громадськості;
- ліцензує, здійснює нагляд і регулювання діяльності фінансових установ;
- надає кредити банкам;
- здійснює нагляд за системою платежів у республіці й сприяє ефективному функціонуванню системи міжбанківських платежів;
- виступає як єдиний емісійний орган національної валюти;
- установлює, після консультацій з Урядом, режим обмінного курсу національної валюти;
- зберігає валютні резерви держави й управляє ними;
- від імені Республіки Молдова приймає на себе зобов'язання, виконує операції, що випливають із участі Республіки Молдова в діяльності міжнародних публічних організацій, у банківській, кредитній і грошовій сферах відповідно до умов міжнародних договорів;
- складає платіжний баланс держави;
- здійснює валютне регулювання на території Республіки Молдова.

В 1995 парламент Молдови прийняв «Закон про Національний банк Молдови», відповідно до якого Національний банк може незалежно проводити валютну політику, але є підзвітним парламенту.

## Розслідування
2015 року через розкрадання понад 1 млрд $ з Нацбанку Молдови збанкрутували три найбільших банки країни. У березні 2020 Генпрокурор Молдови Олександр Стояногло дозволив затримати чотирьох чинних та колишніх членів керівництва нацбанку в рамках розслідування розкрадання грошей з трьох місцевих банків. Слідчі маюит допитати віце-президентів Нацбанку Ауреліо Чинчлея, Іона Стурзу, колишніх президента Доріна Дрегуцану і віце-президента Емму Тебирце.